# Закон Мёрфи (мультсериал)
«Закон Мёрфи» (англ. Milo Murphy's Law, Закон Майло Мёрфи) — семейно-комедийный телевизионный сериал, созданный Дэном Повенмайром и Джефом Маршем, авторами сериала Финес и Ферб, в студии Disney Television Animation. Премьера состоялась 3 октября 2016 года на телеканалах Disney Channel и Disney XD.
Сериал рассказывает о мальчике Майло Мёрфи, чья жизнь подчиняется сформулированному его далёким предком, Эдвардом Мёрфи, закону: «Всё, что может пойти не так, пойдёт не так».
События сериала помещены авторами в ту же вселенную, что и их предыдущий сериал — «Финес и Ферб».
28 февраля 2017 года сериал был продлён на второй сезон.
Когда создателей снова спросили о текущих шансах на третий сезон в мае 2020 года, Повенмайр заявил, что они все еще находятся на низком уровне, и все шансы зависят от всплеска просмотров на Disney+, который еще не произошел.

## Сюжет
Сериал рассказывает о мальчике Майло Мёрфи, чья жизнь подчиняется закону, сформулированному его далеким предком Эдвардом Мерфи: «Всё, что может пойти не так, пойдёт не так». В соответствии с ним Майло постоянно попадает в самые разнообразные истории. В его рюкзаке всегда найдется вещь на любой случай, которая спасёт его, когда случится очередное происшествие. От «закона Мёрфи» достаётся не только Майло, но и всем окружающим. Поэтому, хоть в школе его и любят, но стараются держаться от него подальше. Не избегают его лишь его лучшие друзья: Зак — новенький в городе и Мелисса — крутая девочка, которая знает Майло как никто другой. Вместе эти ребята живут обычной жизнью обычных школьников, постоянно попадая в приключения, которые им щедро подбрасывает вездесущий закон.

## В ролях

### Главные герои
- Майло Мёрфи (англ. Milo Murphy) (Странный Эл Янкович) — главный герой сериала. Имеет репутацию самого неудачливого парня в городе, унаследовав свою невезучесть от отца, но при этом умудряется оставаться оптимистом, так как постоянно находит выход из беды. Он постоянно носит с собой рюкзак, где, кажется, всегда есть то, что ему нужно для любой ситуации. Он получил его в детстве от своей бывшей няни Вероники, которая прекрасно умела справляться с любыми неудачами.
- Мелисса Чейз (англ. Melissa Chase) (Сабрина Карпентер)[7] — старая подруга Майло, которая дружит с ним, несмотря на его неудачливость. Умная и спокойная. Дочка Ричарда Чейза — местного начальника пожарной охраны и дипломированного парамедика. На её двор ранее падали американские горки из мультсериала «Финес и Ферб».
- Зак Андервуд (англ. Zack Underwood) (Мекай Кутис)[7] — новый ребёнок в Свамп Сити[8], который становится лучшим другом Майло и Мелиссы. Несмотря на стремление к спокойной жизни, он сразу подружился с Майло. Он состоит в футбольной команде. Когда-то был солистом группы под названием «The Lumberzacks». Также он боится рыб.

### Второстепенные персонажи
- Собак (англ. D.O.G [Di-o-dji]) (Ди Брэдли Бейкер) — собака Майло. Её появление рядом с Майло нередко помогает ему спастись от беды, но он немедленно отсылает её домой, поскольку ей нельзя быть рядом с Майло. Её оригинальное имя «D.O.G» произносится так же, как и D-O-G, то есть собака по-английски.
- Мартин Мёрфи (англ. Martin Murphy) (Дирих Бадер) — отец Майло. Как и его сын, он привлекает неприятности к себе. Он работает инспектором по безопасности Свамп сити, в основном из-за того, что, когда он рядом, непредвиденные обстоятельства нарушения безопасности доведены до предела.
- Бриджет Мёрфи (англ. Brigett Murphy) (Памела Эдлон) — мать Майло, архитектор.
- Сара Мёрфи (англ. Sarah Murphy) (Кейт Микуччи) — старшая сестра Майло, тоже фанатка Доктора Зоуна, которая любит своего брата, несмотря на его неудачливость.
- Винни Дакота и Бальтазар Кавендиш (англ. Vinnie Dakota and Balthazar Cavendish) (Дэн Повенмайр и Джефф «Свомпи» Марш соответственно) — агенты из будущего, которым поручено предотвратить исчезновение фисташек. Из-за Майло их постоянно преследуют неудачи. Любящий фисташки начальник считает их неудачниками, которым нельзя поручить более серьёзные задания.
- Элиот Декер (англ. Eliot Decker) (Кристиан Слейтер) — контролёр школьного перекрёстка, называющий себя «Царём безопасности». Он решил защищать город от Майло, поэтому зачастую мешает людям. На обратной стороне его знака «STOP» имеется надпись «МАЙЛО».
- Элиен Андервуд (англ. Elien Underwood) (Ванесса Уильямс) — мама Зака, хирург по профессии.
- Маркус Андервуд (англ. Markus Underwood) (Фил Ламарр) — отец Зака. Не верил в Закон Мёрфи до того, как он и Зак присоединились к Майло и его отцу на рыбалку.
- Ортон Малсон (англ. Orton Mahlson) (Джеймейн Клемент) — актёр, играющий роль Доктора Зоуна, главного персонажа одноимённого шоу внутри шоу. Его имя намекает на сценариста сериала, Мартина Олсона.
- Обезьяна времени (англ. Time Ape) (Софи Уинклман) — товарищ доктора Зоуна в его приключениях.
- Крис и Валли (англ. Chris and Valli) (Элисон Стоунер и Митчел Муссо) — активисты клуба фанатов сериала Доктор Зоун.
- Аманда Лопез (англ. Amanda Lopez) (Крисси Фит) — ученица из класса Майло, перфекционистка. Ей нравится, что Майло старается помогать ей, но она боится беспорядка вокруг него.
- Бредли Николсон (англ. Bradley Nicholson) (Винсент Мартелла) — пессимистичный, но весьма надменный ученик, который завидует Майло из-за того, что ему уделяют больше внимания. В серии «Sunny Side Up» был намёк на то, что он влюблён в Мелиссу; это продолжается в других эпизодах, но он, кажется, считает неразумным рассказывать о своих чувствах и позволяет дружбе Мелиссы и Майло удерживать его на расстоянии.
- Морт Шэффер (англ. Mort Schaeffer) (Грег Сайпем) — суровый ученик в классе Майло. Он — друг Брэдли, но раздражен высокомерием Брэдли и всегда мирный с Майло.
- Чад ван Кофф (англ. Chad van Coff) (Джанго Марш) — одноклассник Майло, который был убеждён, что Мистер Драко — вампир.
- Скотт (англ. Scott) (Скотт Питерсон) — метростроитель, живущий в заброшенном туннеле метро. Несколько раз помогал Майло и его друзьям. Коронная фраза — «Он будет вашим лидером!»
- Элизабет Милдер (англ. Elizabeth Mulder) (Маккензи Филлипс) — директор средней школы округа Джефферсон.
- Мисс Муравски (англ. Miss Murawski) (Сара Чок) — учительница по науке из средней школы округа Джефферсон. Обожает мастерить из дерева.
- Мисс Вайт (англ. Miss White) (Ларейн Ньюман) — ещё одна учительница средней школы.
- Кайл Драко (англ. Kyle Draco) (Майкл Калросс) — учитель в средней школе округа Джефферсон. Ему нравится выглядеть и вести себя как вампир.
- Нолан Митчелл (англ. Nolan Mitchell) (Кевин Майкл Ричардсон) — футбольный тренер средней школы округа Джефферсон.
- Брик и Саванна (англ. Brick and Savannah) (Бретт Далтон и Минг-На Вен) — два агента из будущего, которые, в отличие от Кавендиша и Дакоты, гораздо успешнее в работе и получают лучшее финансирование. Дакота пытается ухаживать за привлекательной Саванной.
- Мистер Блок (англ. Mr. Block) (Марк Хэмилл) — начальник Кавендиша и Дакоты, а так же других агентов из будущего. Обожает фисташки и требует спасти их от исчезновения.
- Хайнц Фуфелшмерц (англ. Heinz Doofenshmirtz) (Дэн Повенмайр) — сумасшедший учёный, живущий в Дэнвилле. В будущем станет известен как изобретатель машины времени.

## Список серий

### Первый сезон
Первый сезон содержит 21 «получасовую» серию.
| № | Название                                                   | Режиссёр                         | Сценарист                                                                        | Раскадровщик               | Премьера          | Код продукта | Зрителей США(в миллионах) |
| --- | ---------------------------------------------------------- | -------------------------------- | -------------------------------------------------------------------------------- | -------------------------- | ----------------- | ------------ | ------------------------- |
| 1a | «Going the Extra Milo» «Закон Майло Мёрфи»                 | Dan Povenmire & Robert F. Hughes | Сюжет: Дэн Повенмайр & Джефф «Свомпи» Марш Сценарий : Dan Povenmire & Kyle Menke | Dan Povenmire & Kyle Menke | 3 Октября, 2016   | 101a         | 0.33                      |
| Зак Андервуд, новый ребёнок в Свамп-сити, встречает Майло Мёрфи, самого неудачливого ребёнка в городе. По причине неудачливости Майло он и Зак опаздывают на автобус, поэтому Майло показывает «короткий» путь до школы, на котором их встречают различные неприятности. Тем временем Мелисса Чейз, подруга Майло, берёт ланчи учеников как ставку на то, что Майло и Зак не доберутся до школы прежде чем зазвенит звонок.                                          |                                                            |                                  |                                                                                  |                            |                   |              |                           |
| 1b | «The Undergrounders» «Подземельцы»                         | Bob Bowen                        | Dani Vetere                                                                      | Steven Umbleby             | 3 Октября, 2016   | 101b         | 0.26                      |
| Вагон метро, в котором Майло, Зак и Мелисса едут в музей, терпит крушение. Стараясь найти дорогу в музей, они сталкиваются с поселением строителей, которые давно потерялись под землёй. |                                                            |                                  |                                                                                  |                            |                   |              |                           |
| 2a | «Rooting for the Enemy» «Болеть за соперников»             | Robert F. Hughes                 | Scott Peterson                                                                   | Chris Ybarra               | 10 Октября, 2016  | 102a         | 0.26                      |
| Впервые Майло было разрешено посетить игру, так как его школьная команда «Гекконы» всё равно бы проиграла. После нескольких поражений, по причине того, что Майло поддерживал команду, он решает, что если поддержит противоположную команду «Тигры», то у его школьной команды будет шанс на победу. |                                                            |                                  |                                                                                  |                            |                   |              |                           |
| 2b | «Sunny Side Up» «Солнечной стороной вверх»                 | Robert F. Hughes                 | Dan Povenmire & Kyle Menke                                                       | Kyle Menke & Edward Rivera | 10 Октября, 2016  | 102b         | 0.33                      |
| Учительница Майло, Мисс Муравски, объявляет о начале нового физического проекта, для проверки усвоения знаний о гравитации, инерции и распределении веса с помощью постройки контейнера, в котором яйцо выдержит падение со школьной крыши. Поскольку все остальные боятся потерпеть неудачу вместе с Майло, в его команду входят Зак и Мелисса, и вместе они преодолевают все неудачи.                                                                              |                                                            |                                  |                                                                                  |                            |                   |              |                           |
| 3a | «Doctor Zone Files» «Материалы Доктора Зоуна»              | Bob Bowen                        | Joshua Pruett                                                                    | Jacob Hair                 | 17 Октября, 2016  | 103a         | 0.35                      |
| Майло и его сестра, Сара, являются большими фанатами научно-фантастического сериала «Doctor Zone Files». Взяв с собой «новичков» Зака и Мелиссу, они идут смотреть новый фильм «Doctor Zone movie». Сара пытается подстраховаться от любых неудач из-за закона Мёрфи, но у неё это не совсем получается. |                                                            |                                  |                                                                                  |                            |                   |              |                           |
| 3b | «The Note» «Записка»                                       | Robert F. Hughes                 | Сюжет : Scott Peterson Сценарий : Jim Bernstein                                  | Ashley Michelle Simpson    | 17 Октября, 2016  | 103b         | 0.35                      |
| Майло теряет одну из справок от врача об отсутствии в классе по причине Закона Мёрфи, поэтому он, Зак и Мелисса отправляются в погоню, чтобы найти её. |                                                            |                                  |                                                                                  |                            |                   |              |                           |
| 4a | «Party of Peri» «Опасная вечеринка»                        | Bob Bowen                        | Martin Olson                                                                     | Calvin Suggs               | 26 Октября, 2016  | 104a         | 0.80                      |
| Ученики школы, включая Зака и Мелиссу, решают устроить вечеринку-сюрприз в честь дня рождения Майло на арене картинга. Организатором становится Аманда. |                                                            |                                  |                                                                                  |                            |                   |              |                           |
| 4b | «Smooth Opera-tor» «Опера без последствий»                 | Robert F. Hughes                 | Dani Vetere                                                                      | Edward Rivera              | 26 Октября, 2016  | 104b         | 0.80                      |
| Зак, Мелисса, и Майло идут на оперу вместе с Амандой. Майло случайно оказывается за кулисами и пытается предотвратить любой хаос, который там происходит, чтобы Аманда смогла отдохнуть. |                                                            |                                  |                                                                                  |                            |                   |              |                           |
| 5a | «Worked Day» «День карьеры»                                | Robert F. Hughes                 | Joshua Pruett                                                                    | Ashley Michelle Simpson    | 27 Октября, 2016  | TBA          | 0.97                      |
| Настал день профориентации, но Майло не может решить, кем он хочет стать. Он посетил станцию водоснабжения, пожарное депо и госпиталь. Но, как и всегда, всё идёт не так. Тем временем Дакота и Кавендиш пытаются обеспечить доставку фисташек до склада. |                                                            |                                  |                                                                                  |                            |                   |              |                           |
| 5b | «The Wilder West» «Дикий дикий запад»                      | Bob Bowen                        | Dani Vetere                                                                      | Jacob Hair                 | 27 Октября, 2016  | TBA          | 0.97                      |
| Майло и его друзья посещают «ранчо чувака». Во время езды верхом на лошадях они встречают девочку по имени Джеки, которая к ним присоединяется. Зак влюбляется в неё. Но Джеки совершенно безрассудна пред лицом опасностей. Тем временем Сара замечает, что ранчо напоминает ей сцены из «The Doctor Zone Files» и приглашает других фанатов для проведения гик-фестиваля. Приглашённая звезда: Ариель Винтер в роли Джеки.                                         |                                                            |                                  |                                                                                  |                            |                   |              |                           |
| 6a | «Family Vacation» «Семейный отдых»                         | Bob Bowen                        | Joshua Pruett                                                                    | Steven Umbleby             | 6 Марта, 2017     | 106a         | 0.21                      |
| Семейство Мёрфи едет на отдых куда глаза глядят, но на остановке Майло случайно попадает в автодом чужой семьи, и вносит в их отдых небывалое разнообразие. |                                                            |                                  |                                                                                  |                            |                   |              |                           |
| 6b | «Murphy's Lard» «Жир майло»                                | Robert F. Hughes                 | Martin Olson                                                                     | Chris Ybarra               | 7 Марта, 2017     | 106b         | 0.17                      |
| В парке развлечений Lard World выясняется, что Мелисса боится американских горок, потому что однажды они упали на её заднем дворе. Зак и Майло пытаются помочь ей преодолеть свой страх и признаются в своих страхах. Тем временем Дакота и Кавендиш пытаются защитить стенд с фисташками в парке. Приглашённая звезда: Томас Леннон в роли Генри. |                                                            |                                  |                                                                                  |                            |                   |              |                           |
| 7a | «Secrets and Pies» «Секреты и пицца»                       | Robert F. Hughes                 | Joshua Pruett                                                                    | Chris Ybarra               | 8 Марта, 2017     | 107a         | 0.17                      |
| После попытки Майло приготовить макароны с сыром, закончившейся очередной катастрофой, Майло решает заказать пиццу. В ожидании пиццы Майло и его друзья решают поделиться друг с другом какими-либо секретами. Они узнают, что Майло получил рюкзак, где есть всё для его спасения, от его няни Вероники, а Зак вынужден признаться, что пел в рок-группе, изображавшей лесорубов. Приглашённая звезда: Даника МакКеллар в роли Вероники.                            |                                                            |                                  |                                                                                  |                            |                   |              |                           |
| 7b | «Athledecamathalon» «Атледекамателон»                      | Bob Bowen                        | Jim Bernstein                                                                    | Calvin Suggs               | 9 Марта, 2017     | 107b         | 0.19                      |
| Из-за сокращения бюджета, школе приходиться объединить академическое десятиборье и спортивное десятиборье. Тем временем, Мистер и Миссис Мёрфи посещают школу в поисках школьного трофея Мистера Мёрфи. Одновременное присутствие старшего и младшего Мёрфи вызывает на школьном дворе катастрофу невероятных масштабов и помогает команде Майло победить. |                                                            |                                  |                                                                                  |                            |                   |              |                           |
| 8a | «The Substitute» «Замена»                                  | Robert F. Hughes                 | Jim Bernstein                                                                    | Edward Rivera              | 13 Марта, 2017    | 108a         | 0.14                      |
| Урок химии в классе Майло ведёт подменная учительница. Тем временем, Кавендиш и Дакота, присланные с удобрением для фисташек, оказываются в лаборантской химического класса и пытаются скрыть своё присутствие. Удобрение в сочетании с опытами Майло создаёт разумную каплю, которая впитывается в землю под фисташковым деревом. Приглашённая звезда: Лиа Ремини как Мисс Бакстер.                                                                                 |                                                            |                                  |                                                                                  |                            |                   |              |                           |
| 8b | «Time out» «Тайм-аут»                                      | Robert F. Hughes                 | Scott Peterson                                                                   | Edward Rivera              | 14 Марта, 2017    | 108b         | TBD                       |
| Майло и Зак едут на рыбалку с их отцами. Тем временем в приборе Кавендиша и Дакоты села батарея, и они просят помощи у Брика и Саванны, но тем самым срывают их задание. |                                                            |                                  |                                                                                  |                            |                   |              |                           |
| 9a | «We're Going to the Zoo» «Мы пойдём в зоопарк»             | Bob Bowen                        | Martin Olson                                                                     | Steven Umbleby             | 15 Марта, 2017    | TBA          | 0.18                      |
| Майло случайно отдаёт драгоценные для его матери футболки в автомобиль для пожертвований. Тем временем Кавендиш и Дакота отправлены защищать фисташки в зоопарке. |                                                            |                                  |                                                                                  |                            |                   |              |                           |
| 9b | «School Dance» «Школьные танцы»                            | Bob Bowen                        | Dani Vetere                                                                      | Ashley Michelle Simpson    | 16 Марта, 2017    | TBA          | TBD                       |
| Аманда организует школьный танцевальный вечер. Кавендиш и Дакота идут на танцы для того, чтобы проверить версию, что Майло — ещё один агент, пытающийся сорвать их планы. Чад принимает Кавендиша и Дакоту за охотников на вампиров и выступает на защиту учителя Драко. Когда начинаются проблемы, Майло всё исправляет и вместе с Мелиссой и Заком даже заменяют музыкантов на сцене.                                                                              |                                                            |                                  |                                                                                  |                            |                   |              |                           |
| 10a | «Battle of the Bands» «Битва групп»                        | Bob Bowen                        | Dani Vetere                                                                      | Joseph S. Scott            | 20 Марта, 2017    | TBA          | TBD                       |
| Группа Майло, Мелиссы, Зака, и Морта идёт на соревнование между рок-группами. Зак обнаруживает, что группа, где он пел ранее, тоже участвует в соревновании, и они заставляют его нервничать. Приглашённая звезда: Слэш в роли самого себя. |                                                            |                                  |                                                                                  |                            |                   |              |                           |
| 10b | «The Math Book» «Учебник математики»                       | Bob Bowen                        | Dani Vetere                                                                      | Joseph S. Scott            | 21 Марта, 2017    | TBA          | TBD                       |
| Майло, Зак и Мелисса идут в школу после заката, для того, чтобы забрать книгу Мелиссы по математике. Когда она оставила запасной ключ в запертом кабинете, они все трое решают пройти «квест» для поиска таинственного уборщика, которого называют «Хранителем ключа». |                                                            |                                  |                                                                                  |                            |                   |              |                           |
| 11a | «The Little Engine That Couldn't» «Старая пожарная машина» | Robert F. Hughes                 | Joshua Pruett                                                                    | Calvin Suggs               | 22 Марта, 2017    | TBA          | TBD                       |
| Отец Мелиссы должен доставить в музей историческую пожарную машину. Но, поскольку ему пришлось взять с собой кроме дочери ещё и Майло, по дороге в городе наступает хаос. |                                                            |                                  |                                                                                  |                            |                   |              |                           |
| 11b | «The Llama Incident» «Инцидент с ламами»                   | Robert F. Hughes                 | Dani Vetere, Jim Bernstein & Martin Olson                                        | Calvin Suggs               | 23 Марта, 2017    | TBA          | 0.18                      |
| Майло и Мелисса, наконец, рассказывают Заку историю о печально известном «Инциденте с ламами». |                                                            |                                  |                                                                                  |                            |                   |              |                           |
| 12 | «Missing Milo» «Исчезновение Майло»                        | Bob Bowen & Robert F. Hughes     | Scott Peterson & Joshua Pruett                                                   | TBA                        | июль 22, 2017     | 113-114      | 0.16                      |
| Специальный часовой эпизод, где Кавендиш и Дакота спасают фисташки от уничтожения из-за Мёрфи, в результате меняется будущее, фисташки становятся разумными и захватывают планету, и им приходится втроём, вместе с Майло, воевать во времени для спасения будущего. Приглашённая звезда: Рис Дарби в роли Короля Фисташиона. |                                                            |                                  |                                                                                  |                            |                   |              |                           |
| 13a | «Star Struck»                                              | Robert F. Hughes                 | Jim Bernstein                                                                    | TBA                        | сентябрь 25, 2017 | 112a         | 0.17                      |
| Майло узнаёт, что его любимый актёр участвует в съёмках очередного фильма в их городе, и проникает на съёмочную площадку, чтобы взять автограф. Но всё идёт не так и начинается погоня. |                                                            |                                  |                                                                                  |                            |                   |              |                           |
| 13b | «Disaster of My Dreams» «Катастрофический конец мечты»     | Bob Bowen                        | Martin Olson                                                                     | TBA                        | сентябрь 25, 2017 | 112b         | 0.17                      |
| Хранитель школьного перекрёстка Эллиот Дэккер получил шанс занять вакансию школьного инспектора безопасности. Надо всего лишь проработать день без происшествий. Но все его усилия всё контролировать ради безопасности безуспешны. |                                                            |                                  |                                                                                  |                            |                   |              |                           |
| 14a | «A Clockwork Origin» «Робот. Начало»                       | Bob Bowen                        | Jim Bernstein                                                                    | TBA                        | сентябрь 26, 2017 | 115a         | N/A                       |
| Майло, Зак и Мелисса включаются в поиски убежавшего робота, и вступают в конфликт за него между его создателем и хозяином фирмы-производителя. Гостевые участники: Джоэл Макхейл как Victor, Барри Боствик как Clyde |                                                            |                                  |                                                                                  |                            |                   |              |                           |
| 14b | «Perchance to Sleepwalk» «Ходить во сне, быть может»       | Robert F. Hughes                 | Martin Olson & Scott Peterson                                                    | TBA                        | сентябрь 26, 2017 | 115b         | N/A                       |
| Зак и Мелисса отдыхают вместе с Майло на стоянке в лесу, и пытаются помочь Майло, ходящему во сне. В это время Кавендишу и Дакоте поручено спасти фисташки от ворон с красными клювами. Помня, к чему это приведёт, они решают самоустраниться от работы, но это оказывается недостаточным. Брик и Саванна, поймав Кавендиша и Дакоту за уничтожением фисташек, теперь должны будут работать вместо них.                                                             |                                                            |                                  |                                                                                  |                            |                   |              |                           |
| 15a | «Some Like It Yacht» «Все на яхту!»                        | Robert F. Hughes                 | Jim Bernstein                                                                    | TBA                        | сентябрь 27, 2017 | 117a         | 0.14                      |
| Школьный совет устраивает прогулку учеников на яхте, чтобы списать её приобретение на учебные расходы. Путешественников заносит крушением на остров, где учителя начинают играть в дикарей. |                                                            |                                  |                                                                                  |                            |                   |              |                           |
| 15b | «Backward to School Night» «Вечер школьных встреч»         | Bob Bowen                        | Joshua Pruett                                                                    | Kyle Menke                 | сентябрь 27, 2017 | 117b         | 0.14                      |
| Во время вечера выпускников из-за украденного Дакотой устройства работы со временем родители становятся детьми. |                                                            |                                  |                                                                                  |                            |                   |              |                           |
| 16a | «World Without Milo» «Мир без Мёрфи»                       | Robert F. Hughes                 | Scott Peterson                                                                   | TBA                        | сентябрь 28, 2017 | 118a         | н/д                       |
| Однажды Эллиот обнаруживает, что из-за Кавендиша и Дакоты он попал в мир, где нет Майло. Сначала он рад, но потом понимает, что без него хуже. |                                                            |                                  |                                                                                  |                            |                   |              |                           |
| 16b | «The Race» «Забег»                                         | Bob Bowen                        | Dani Vetere                                                                      | TBA                        | сентябрь 28, 2017 | 118b         | н/д                       |
| Майло участвует в забеге, и, поскольку рюкзак слишком тяжёл для соревнований, Зак с Мелиссой несут его вместо него. Тем временем Кавендиш и Дакота, пытаясь отменить свою замену Бриком и Саванной в деле спасения фисташек, оказываются в прошлом, среди множества застрявших там путешественников во времени и знакомятся с далёким предком Майло, шерифом, блюстителем закона Мёрфи.                                                                              |                                                            |                                  |                                                                                  |                            |                   |              |                           |
| 17a | «Love Toboggan» «Тобоган любви»                            | Bob Bowen                        | Dani Vetere                                                                      | TBA                        | сентябрь 29, 2017 | 120a         | н/д                       |
| Сара сомневается, идти ли на свидание с Нилом из магазина комиксов. Тем временем Майло, Зак, Мелисса и мистер Мёрфи идут на лыжный спуск, но тобоган выходит из-под контроля. Guest star: Maulik Pancholy as Neal |                                                            |                                  |                                                                                  |                            |                   |              |                           |
| 17b | «The Island of Lost Dakotas» «Остров пропавший Дакот»      | Bob Bowen                        | Joshua Pruett                                                                    | TBA                        | сентябрь 29, 2017 | 120b         | н/д                       |
| Кавендиш в очередной раз гибнет, и Дакота в очередной раз отправляется в прошлое, чтобы спасти его, а получившийся в результате временного парадокса второй Дакота в очередной раз отправляется на далёкий остров, где живут такие же Дакоты. В это время Майло, Зак и Мелисса идут смотреть Ветчинозавр-2. Гостевая звезда: Джек Макбрайер как капитан корабля |                                                            |                                  |                                                                                  |                            |                   |              |                           |
| 18 | «Fungus Among Us» «Замашки фисташки»                       | Robert F. Hughes                 | Scott Peterson & Joshua Pruett                                                   | TBA                        | сентябрь 30, 2017 | 121          | н/д                       |
| Майло, Кавендиш и Дакота путешествуют в 1965 год, где подсказывают Ортону Малсону идею The Doctor Zone Files, и обнаруживают, что Дерек, сын Короля Фисташиона из серии "Исчезновение Майло", выжил, иблизок к завершению своего плана подменить всех людей в Триштатье живыми фисташками. В поисках спасения Кавендиш и Дакота вспоминают о том, что в городе живёт будущий изобретатель машины времени. Придя к нему домой, они оказываются у Хайнца Фуфелшмертца. |                                                            |                                  |                                                                                  |                            |                   |              |                           |
| 19 | «Milo's Halloween Scream-a-Torium»                         | Robert F. Hughes                 | Jim Bernstein, Martin Olson, Scott Peterson, Joshua Pruett & Dani Vetere         | TBA                        | октябрь 7, 2017   | 119          | 0.23                      |
| Майло изготавливает дом с привидениями из списанного грузового фургона, и приглашает друзей. Зак считает, что уже перерос страшилки, но страхи из-за "закона подлости" в то время, когда неуправляемый фургон носится по городу, которые гости принимают за шутки фургончика Майло - это совсем другое дело! В это время Кавендиш и Дакота тоже празднуют Хэллоуин.                                                                                                  |                                                            |                                  |                                                                                  |                            |                   |              |                           |
| 20 | «A Christmas Peril» «Рождественская опасность»             | Bob Bowen                        | Joshua Pruett & Dani Vetere                                                      | TBA                        | декабрь 2, 2017   | 116          | 0.30                      |
| Сара, Майло, Мелисса и Зак собирают семью Мерфи на Рождество. Постаревшие Кавендиш и Дакота в будущем пытаются исправить свои отношения. |                                                            |                                  |                                                                                  |                            |                   |              |                           |

### Второй сезон
| № | Название                                              | Режиссёр                   | Сценарист | Раскадровщик | Премьера       | Код продукта | Зрителей США(в миллионах) |
| --- | ----------------------------------------------------- | -------------------------- | --- | ------------ | -------------- | ------------ | ------------------------- |
| 21 | «The Phineas and Ferb Effect» «Эффект Финеса и Ферба» | Боб Боуэн и Роберт Ф. Хьюз | Сюжет : Джим Бернштейн , Мартин Олсон, Скотт Петерсон, Джошуа Пруэтт и Дани Ветере Written by : Jim Bernstein, Martin Olson, Scott Peterson & Joshua Pruett | TBA          | январь 5, 2019 | 201          | 0.46                      |
| Часовая спецсерия-кросовер с продолжением сюжета "Замашки фисташки" (англ. Fungus Among Us). Майло, Кавендиш и Дакота знакомятся с Фуфелшмертцем, который оказывается изобретателем машины времени, и остальными героями сериала Финес и Ферб. После этого они используют путешествия во времени и связанный с Майло "принцип подлости" для победы над захватившими мир живыми фисташками. |                                                       |                            | |              |                |              |                           |